# Íngrid Betancourt

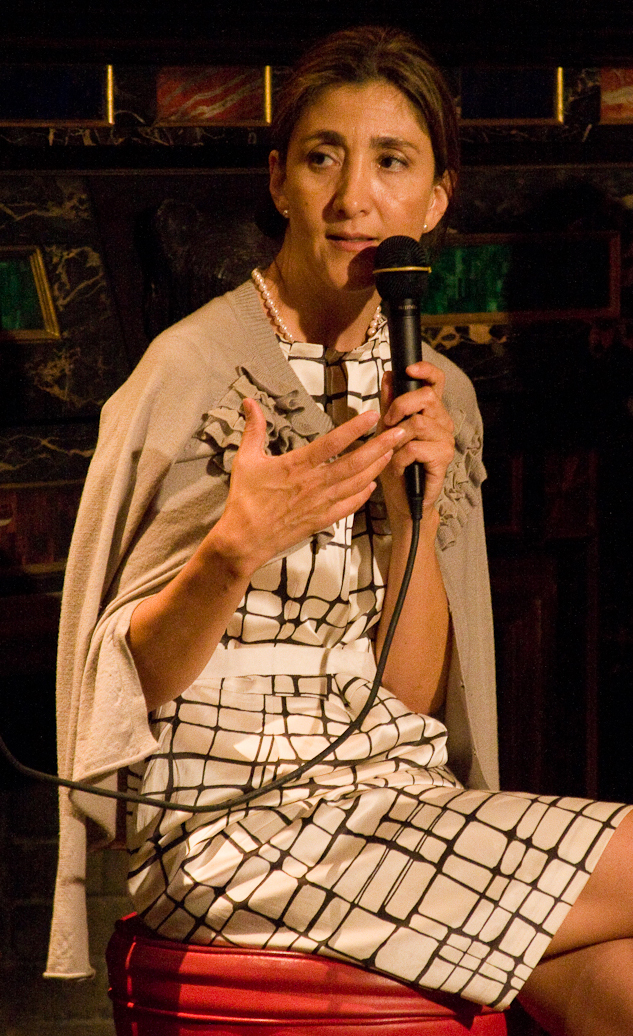
Betancourt (2010)

Íngrid Betancourt Pulecio (wym. [ˈiŋɡɾið βetaŋˈkuɾ]; ur. 25 grudnia 1961 w Bogocie) – kolumbijsko-francuska działaczka polityczna i aktywistka na rzecz praw człowieka, kandydatka na prezydenta Kolumbii w 2002, znana z walki z korupcją, niesprawiedliwością społeczną i handlem narkotykami. Została uprowadzona podczas kampanii wyborczej 23 lutego 2002, do 2 lipca 2008 była zakładniczką grupy rewolucyjnej FARC.

## Życiorys
Íngrid Betancourt pochodzi z kolumbijskiej rodziny polityków: jej ojciec był ministrem edukacji, a matka – senatorką. Jako dziecko spędziła wiele lat za granicą, głównie we Francji, gdzie ojciec pełnił funkcję ambasadora Kolumbii przy UNESCO. Kilka lat spędziła w swojej ojczyźnie, ale na studia powróciła do Francji, ucząc się na prestiżowej uczelni Instytut Nauk Politycznych w Paryżu. Tutaj poznała swojego męża, Francuza, za którego wyszła w 1981 r.
W 1990 r. rozwiodła się i powróciła do Bogoty, gdzie rozpoczęła pracę w ministerstwie finansów. W 1994 r. została wybrana do kolumbijskiego parlamentu, a 4 lata później założyła własną partię Oxígeno Verde. W tym samym roku zdobyła mandat senatorski.
W 2002 r. Íngrid Betancourt podjęła decyzję o starcie w wyborach prezydenckich. 23 lutego 2002, podczas kampanii wyborczej została uprowadzona niedaleko miasta Florencia przez grupę rewolucyjną FARC. Od tego momentu była jednym z najbardziej znanych zakładników spośród kilku tysięcy osób uprowadzonych przez członków tego ruchu. Choć zgadzała się z ich dążeniami, to wcześniej wielokrotnie potępiała używanie przez nich siły w celach politycznych.

## Kampania na rzecz uwolnienia Betancourt
O uwolnienie Betancourt silnie zabiegała Francja, jako że po swoim pierwszym mężu otrzymała obywatelstwo francuskie. Jej sprawę popierały liczne osobistości francuskiego świata kultury, które organizowały co pewien czas spotkania, które miały przypomnieć światu los Betancourt i innych zakładników przetrzymywanych w południowoamerykańskiej dżungli. Francuski piosenkarz Renaud poświęcił jej dwie piosenki z albumu Rouge sang (2006): śpiewaną po francusku „Dans la jungle” oraz jej hiszpańskojęzyczną wersję „En la selva”.

## Uwolnienie
Betancourt została uwolniona 2 lipca 2008 w wyniku operacji przeprowadzonej przez kolumbijski wywiad i wojsko. Została przechwycona podstępem wraz z trzema porwanymi amerykańskimi prywatnymi doradcami wojskowymi i jedenastoma jeńcami (żołnierzami kolumbijskimi), a także dwoma dowódcami FARC. W czasie akcji uwalniania zakładniczki doszło do naruszenia prawa międzynarodowego i nadużycia symbolu Międzynarodowego Czerwonego Krzyża (członkowie kolumbijskiego wywiadu podczas przeprowadzania akcji podszyli się pod pracowników Czerwonego Krzyża). Prezydent Kolumbii Álvaro Uribe oficjalnie przeprosił Międzynarodowy Czerwony Krzyż za ten incydent.
10 września 2008 Betancourt otrzymała Nagrodę Księcia Asturii za działalność humanitarną. W uzasadnieniu napisano, że „Uosabia tych wszystkich, którzy na świecie są pozbawieni wolności”.